# Yoshiaki Katō
Yoshiaki Katō (加藤義昌?, Katō Yoshiaki; Kyoto, 26 agosto 1965) è un pilota motociclistico giapponese ritiratosi dall'attività agonistica.

## Carriera
La sua prima presenza nelle competizioni del motomondiale viene registrata nel 1991 in classe 250 con una Yamaha; non ottiene però un risultato valido per ottenere punti nella classifica.
Nel 1993 conquista il titolo nazionale giapponese nella classe 125 e nel motomondiale 1994, sempre con una Yamaha e nella stessa classe partecipa con maggiore assiduità ai gran premi, concludendo al 26º posto nella classifica generale correndo per il team Aspar Cepsa.
Nel 1995 e nel 1996 si piazza per due volte al 14º posto; nel 1997 ottiene il suo miglior risultato in un singolo gp con un secondo posto in Germania e raggiunge anche il 13º posto finale. Nel 1998, ultimo suo anno di partecipazioni, è 16º nella classifica stagionale.

## Risultati nel motomondiale
| 1991 | Classe | Moto   |    |  |  |  |  |  |  |  |  |  |  |  |  |  |  | Punti | Pos. |
| ---- | ------ | ------ | -- |  |  |  |  |  |  |  |  |  |  |  |  |  |  | ----- | ---- |
| 1991 | 250    | Yamaha | 24 |  |  |  |  |  |  |  |  |  |  |  |  |  |  | 0     |      |

| 1992 | Classe | Moto   |     |  |  |  |  |  |  |  |  |  |  |  |  |  |  | Punti | Pos. |
| ---- | ------ | ------ | --- |  |  |  |  |  |  |  |  |  |  |  |  |  |  | ----- | ---- |
| 1992 | 250    | Yamaha | Rit |  |  |  |  |  |  |  |  |  |  |  |  |  |  | 0     |      |

| 1994 | Classe | Moto   |     |    |  |     |    |     |     |    |  |  |  |  |  |    |  | Punti | Pos. |
| ---- | ------ | ------ | --- | -- |  | --- | -- | --- | --- | -- |  |  |  |  |  | -- |  | ----- | ---- |
| 1994 | 125    | Yamaha | Rit | NP |  | Rit | 12 | Rit | Rit | NP |  |  |  |  |  | 12 |  | 8     | 26º  |

| 1995 | Classe | Moto   |    |     |   |    |    |   |    |   |     |  |    |    |   |  |  | Punti | Pos. |
| ---- | ------ | ------ | -- | --- | - | -- | -- | - | -- | - | --- |  | -- | -- | - |  |  | ----- | ---- |
| 1995 | 125    | Yamaha | 10 | Rit | 6 | 16 | 11 | 8 | 12 | 9 | Rit |  | 15 | 12 | 6 |  |  | 55    | 14º  |

| 1996 | Classe | Moto   |     |     |     |   |    |   |     |    |   |    |    |   |   |    |   | Punti | Pos. |
| ---- | ------ | ------ | --- | --- | --- | - | -- | - | --- | -- | - | -- | -- | - | - | -- | - | ----- | ---- |
| 1996 | 125    | Yamaha | Rit | Rit | Rit | 9 | 16 | 5 | Rit | 18 | 7 | 16 | 12 | 8 | 7 | 12 | 7 | 61    | 14º  |

| 1997 | Classe | Moto   |   |   |    |    |     |   |     |    |   |    |   |     |    |    |    | Punti | Pos. |
| ---- | ------ | ------ | - | - | -- | -- | --- | - | --- | -- | - | -- | - | --- | -- | -- | -- | ----- | ---- |
| 1997 | 125    | Yamaha | 8 | 6 | 10 | 15 | Rit | 6 | Rit | 12 | 2 | 16 | 6 | Rit | 13 | 21 | 14 | 74    | 13º  |

| 1998 | Classe | Moto   |    |    |     |    |    |    |     |     |   |    |   |   |     |    |  | Punti | Pos. |
| ---- | ------ | ------ | -- | -- | --- | -- | -- | -- | --- | --- | - | -- | - | - | --- | -- |  | ----- | ---- |
| 1998 | 125    | Yamaha | 12 | 17 | Rit | 19 | 10 | 11 | Rit | Rit | 6 | 15 | 8 | 7 | Rit | 14 |  | 45    | 16º  |

| Legenda | 1º posto        | 2º posto            | 3º posto            | A punti      | Senza punti        | Grassetto – Pole position Corsivo – Giro più veloce |
| Legenda | Gara non valida | Non qual./Non part. | Ritirato/Non class. | Squalificato | '-' Dato non disp. | Grassetto – Pole position Corsivo – Giro più veloce |